# 对共产主义国家的批评
对共产主义国家的批评是针对由官方宣扬像马克思主义这样的官方思想的政党统治的一党制国家（人称“共产主义国家”）的行为的批评。現今依然是共產黨一黨專政的國家有： 中华人民共和国、 越南、 、 古巴

## 背景
和自由民主制与传统独裁政治（如沙皇专制）不同的是，共产党的统治，特别是二战结束后四十多年作为世界两大超级大国之一的苏联，以及世界上人口次多的国家中华人民共和国，代表了现代政治制度中重要且独特的类型。对这类制度的批评关系到了各国国内的发展及其在国际政治中的地位，包括了冷战和东方集团的崩溃以及之后1980年代至1990年代初的苏联解体。
共产党在俄国夺取并巩固权力后，立即遭到了来自国内外的指责。在美国最初的红色恐慌中，布尔什维克的共产主义者对俄国的接管被看作是对自由市场、信仰自由和自由民主制的威胁。与此同时，在苏联共产党的指导下，只有一个政党在苏联宪法中合法存在，国家机构紧密围绕在党的周围。1920年代末，约瑟夫·史達林通过计划经济体系和五年计划加强了对国家的经济和社会的管控。
从俄国革命到第二次世界大战，苏维埃式的共产主义政治只传播到一个国家，不久苏联建立，1924年，共产主义政治传播到临近西伯利亚边界、传统上受俄国影响的蒙古。然而，在许多欧美地区，对苏维埃体制的内政和外交政策的批评在反共主义中持续不断。二战后，共产主义制度在东欧的传播正处于冷战初期。在西方，对共产党统治的批评指出苏维埃在东欧強行向民众输出史達林式的信仰。随后在第二次国共内战中，中华人民共和国于1949年在中国共产党的领导下建立。从中国革命到20世纪后期，共产主义制度传播到东亚和第三世界大部分地区，新的共产主义政权成为广泛的本地区和国际性批判对象。
西方往往把对苏联和第三世界共产主义政权的批评与极权主义下的审查联系起來，指出共产党不是依靠民意而是依靠秘密警察维系其统治，通过国家控制公众传媒实行政治宣传，压制自由议论和批评，大规模监控，以及国家恐怖主义。这些极权政治的研究影响了西方对共产主义和苏维埃的历史认识，特别是理查德·派普斯和羅伯特·康奎斯特对史達林主义、大清洗、古拉格、1932年苏联大饥荒的研究。
西方对共产主义的批评还為经济学界对社会主义的批评奠定基础，像弗里德里希·哈耶克和米爾頓·佛利民提出苏维埃式共产主义统治下的国有和计划经济特性是造成经济萧条和短缺经济的原因，若给个人提供少量奖励可提高生产力并增进企业家精神。
共产党的领导也受到来自国内异见人士的挑战。在东欧，异见人士亚历山大·索尔仁尼琴和瓦茨拉夫·哈维尔的行动贏得国际声誉，同样，希望破灭的前共产党员如密洛凡·德热拉斯批判“新阶级”或“職官名錄制度”体系已在共产党的统治下形成。
《共产主义：承诺与实践（Communism: Promise and Practice）》（1973年）详细写出苏维埃官方宣扬的政策平等和经济公平之间的耸人听闻的差距以及苏联和其他共产主义国家新阶级出现的事实，这一阶层依靠其余人群的付出而壮大；参见職官名錄制度。

## 批评的范围
针对共产主义统治的批评主要集中在多个话题，比如他们所统治国家的经济发展、人权、外交政策、科学发展和环境恶化。
政治上的批判作为一个话题出现在许多影响很深的批评共产主义统治的著作中，羅伯特·康奎斯特在《大恐怖》中对史達林的大清洗和《The Harvest of Sorrow》中对1932年苏联大饥荒的论述，理查德·派普斯对俄国内战期间的“红色恐怖”的研究，魯道夫·拉梅爾的“democide”的论点，亚历山大·索尔仁尼琴在《古拉格群岛》中揭露的史達林的强制劳改营，以及斯特凡·库尔图瓦对共产主义制度下的刑罚、强制劳改营和大规模饥荒作为一个类型的研究，尤其关注史達林时期的苏联和毛泽东时期的中国。
苏维埃式的中央计划和国有经济已经成为了批评共产党统治的另一个话题。研究这一话题的经济学家如弗里德里希·哈耶克和米爾頓·佛利民指出基于共产主义者统治的经济体制导致了经济萧条。其他批评共产党统治的话题包括“扩张主义”的外交政策、环境恶化和自由的文化表达的压制。
反共主义者对共产主义下的政治迫害和经济发展的批评是多种多样的。一方面，共产党统治的支持者反驳称对政治迫害的估计被反共主义者夸大了，这种迫害是不幸的，但是维持社会稳定所必须的，而且共产党的统治也给予了自由民主制下没有的一些人权。他们进一步声称共产党统治下的国家取得了很大的经济建设成果而不是与此相反的结果，或是那些共产党领导人强制实行严厉的措施以使他们的国家在冷战中抵御西方。另一方面，一些非共产主义的史学专家认为各种对共产主义统治的攻击应该有更坚实的立足点，而不是否认他们的真实存在或者对自己在共产党统治中的行为作辩解。

### 政治迫害
在共产主义制度下的大规模政治迫害，现在有很多已经成为了历史学家和积进分子们从不同角度研究历史的题材。许多这样的研究人员是曾经对前东欧的执政党抱有幻想却破灭共产主义者。比如亚历山大·尼古拉耶维奇·雅科夫列夫、德米特里·福尔克古诺夫。类似的还有来自中国的张戎，她是《毛泽东：鲜为人知的故事》一书作者之一。她在年轻时还当过红卫兵。其他幻想破灭的西方前共产党员，包括《共产主义黑皮书》的几位作者。另一位前共产党员羅伯特·康奎斯特，在他出版有影响力的《大恐怖》之后成为在苏联最有影响力的作家之一，此书最初没有得到西方左倾的知识分子的接受。随着冷战的结束，关于这个主题的研究很多集中在了原先共产党统治时的国家机密档案。
政治压迫的程度在各国经历了共产党统治不同的国家和历史时期之间差别很大。程度最严格的审查是在史達林统治苏联时期（1927年至1953年）、文化大革命（1966年至1976年）期间毛泽东对中国的统治，以及金氏家族统治下的朝鲜（1948年至今）。在史達林的统治下，苏联的政治迫害包括大清洗的受害者和被国家机关视为“富农”而处决的农民；实施强制劳教的古拉格制度；驱逐少数民族；以及苏联的在1932年的大饥荒（1932年至1934年）。此外《共产主义黑皮书》 还详细地介绍了中国的大跃进、柬埔寨红色高棉的血腥屠杀。
虽然在苏联的政治镇压在史達林的统治时期往往比其它任何时期要严重，但作家如理查德·派普斯、奥兰多·费吉斯的作品，以及其他著作如《共产主义黑皮书》认为，俄国弗拉基米尔·列宁发动十月革命颠覆临时政府后的恐怖统治中，俄国内战期间的红军和契卡在全国各地处决了几十万所谓的“阶级敌人”、推行劳改制度和内战期间的强制征用食物的粮食配给制度（战时共产主义政策），直接导致了三万至十几万的死亡。
亚历山大·尼古拉耶维奇·雅科夫列夫则批评恐怖政治对儿童的迫害。他强调，内战时期，前帝国（俄罗斯帝国）官员和农民的孩子经常会被作为人质。二战期间向敌方投降的士兵，其子女往往遭到非人道的迫害。雅科夫列夫指出，有些孩子与其父母被送入古拉格，其结果可想而知。据统计，在1954年有十六岁以下被“专门安置”的孩子竟有 884057 人之多。其他的则被秘密警察带走进行再教育，他们往往甚至失去他们的名字，囚禁在孤儿院中，还被认为是危险的种子。
关于民间举报人的广泛网络的阐释，包括了一些志愿者，或者被强行招募的。这些网络被用来收集持不同政见者的情报。在苏联很多著名案件中，批评者被列为精神病患者（或者指控患有慢性精神分裂症），并在精神病院关押了许多被政治迫害的人及持不同政见者。工人们也被禁止成立独立的工会。
许多观点强调政治迫害和共产主义的统治注重用武力镇压内部反抗之间的关系，如俄国内战中的坦波夫起义和喀琅施塔得起义，以及中国的六四事件。
前共产主义持不同意见者密洛凡·德热拉斯，还有其他人，关注政治迫害和和在共产党的统治下出现、并利用其他人群的党内官僚中拥有权势的“新阶级”的崛起之间的关系。（参见職官名錄制度）
批评者声称共产主义者带来了很低的生活水平并造成了大量对人权的侵犯，包括由政府直接或间接造成的上百万人的死亡。对这类死亡人数的估计，特别是在出现这类事件的中华人民共和国和苏联，不论是来源还是方式都非常巨大，在全世界有3000万到1.45亿不等。批评者指出苏联在1970年代和1980年代经历了严重的经济衰退，导致了该国的解体，中国也转向市场主导化的经济改革。

#### 其他阐释
冷战期间，苏维埃式的社会主义和美国式的资本主义双方意识形态的争斗中都宣称自己是“自由”的卫士，并指责对方“压迫”。西方冷战时期共产主义统治的批评家强调共产主义的统治剥夺言论自由、信仰自由、出版自由和法律面前的平等。苏联冷战批评家回应争论时坚称资本主义下的公民自由仅存在于统治阶层，而且他们声称对于和他们无关的下层阶级缺乏经济能力以使他们实现任何有意义的方式。
一些非共产主义的人士则认为对共产党统治政治镇压的反共叙述应该用更坚实的情境来表达。研究社会革命和苏联发展的学术专家强调共产主义政权和被他们推翻的旧政权之间的政治文化和社会结构的延续性，从这个观点来看，因为布尔什维克在内战期间打击白军的反扑和外国军队的介入，他们通过肃清沙皇的秘密警察并用新的政治警察取代它来维护自己的政权的生存，但这取得了相当大的成果。新政权延续了在旧制度下的那一种制度审查的做法；事实上，共产党本身就经常被这个以前的审查制度视为目标。
这些延续性没有被布尔什维克领导人所意识到。在布尔什维克对内战期间的战争策略的评论中，革命领导人宣称他们用他们自己的武装同以前的统治阶级作斗争，以阻止他们反革命。几年后，共产主义领导者辩解称限制和压制异见人士是抵制外部颠覆的手段。冷战时期，当时的共产主义领导者声称他们的国家受到宣传活动的威胁和西方“帝国主义”势力的情报机构的渗透。西方的国际关系学者并不看重国际影响对国内政治发展的作用。然而，国际关系学者没有考虑国际力量的唯一性，乃至特定条件下的国内政治发展的重要性或者决定因素。
一些西方的学院指出反共小说夸大了共产主义统治下的国家在政治上的压制和审查的范围。例如艾伯特·席曼斯基（Albert Szymanski）比较了斯大林死后的苏联对反共主义持不同意见者的处理和麦卡锡主义时期的美国对持不同意见者的处理，声称“在全球，苏联在1955至1980年间这段时期压制的程度大约和麦卡锡主义时期（1947-56）的美国是同一等级。”

### 思想统一
共产主义在俄国所遗留下来的影响之一，便是使民众丧失了独立自主的精神。因为在苏联那种政治体制下，一切公务都必须按照上面发布的命令来办理，自作主张就是犯罪，于是人们就丧失了当机立断的能力，事无大小，都是等待上面的命令来照辦 (只有刑事案件可以例外)。在一阵短暂的要求实行民主的热情迸发出来以后，又故态复萌，渴望有个强有力的领导人来领导。这个国家已经欲振乏力，难以决定自己的命运。然而，共产主义给俄国所造成的伤害还远不止此，而所有那些长期受共产党治理的国家也都和俄国相似。在这些国家里，共产主义也使人们丧失了职业道德，丧失了对社会的公德心。

### 个人崇拜
反共主义和共产主义者都批评过许多共产主义统治者的个人崇拜，特别是对列寧、史達林、毛澤東、波爾布特、齊奧塞斯庫、霍查、菲德尔·卡斯楚、胡志明和金日成。就朝鲜而言，对金日成的个人崇拜与其自身的领导能力相联系，于1994年延续到其子金正日并于2011年延续到其孙金正恩。古巴共产党也被指责刻意表现领导人的内在的能力，随着劳尔·卡斯楚于2006年中期在他的兄长生病后接掌权力。

### 逆向淘汰
共产主义国家为了要做到举国一致，舆论一律，它们用高压手段把那些不随便附和的人予以放逐、囚禁，或剥夺其发言权。而那些人，往往都是最聪明能干、有远见卓识的。于是就产生了逆向淘汰的作用。那些最庸碌无能、唯唯诺诺的人，最能左右逢源地活下去。而那些有远见卓识、忠心耿耿、大公无私的人，倒反而无法存身。就是这样，共产主义国家丧失了最优秀的人才，只能相应地贫弱下去。

### 集体经济
共产主义的经济政策处处失败，在农业方面，其所造成的后果最为惨重。几乎所有那些受共产党人统治的国家，都是以农业为经济基础的。没收私有土地，搞农业集体化，这就一定要打乱世代相传的耕作方式，造成空前严重的饥荒。苏联，中国，柬埔寨，衣索比亞，朝鲜，都曾发生过这样的大饥荒。在这些国家中，每一个国家都有数以百万计的人死于这种人为的饥馑。在共产党人统治下的北朝鲜，直到二十世纪九十年代后期，还有一大部分儿童因为营养不良而罹致体质上的残疾。在朝鲜，仅在二十世纪九十年代后半期，估计就有二百万人死于饥饿。朝鲜的婴儿死亡率是每千例生育中有八十八例死亡，而韓國的婴儿死亡率是每千例生育中只有八例死亡。朝鲜男性的平均寿龄是48.9岁，韓國男性的平均寿龄是70.4岁。朝鲜国民每人每年的平均生产总值是 $ 900，而韓國国民每人每年的平均生产总值是$13,700。
废除财产私有制，必不可免地会使人们丧失自由，丧失其法律的依据。把生产资源收归国有，远不是像马克思和恩格斯所想像的那样，说是可以把人们从物质的奴役中解放出来。正相反，它把人们变成统治者的奴隶。而且，由于物资经常短缺，人们就变得愈来愈重视物质了。在共产主义制度下，缺乏有效的物质鼓励：事实上，辛勤工作的人反而吃亏。谁若是完成了生产指标，结果他的生产指标就会立即加码。

### 政治体制军事化
苏联的共产主义体制，以及那些模仿苏联体制的共产主义国家，都把政治体制军事化了，使之服从中央的统一指挥。这一套政权结构，能调动所有一切的人力物力，在抵御直接威胁其统治的暴力挑衅并向外扩张其势力方面，是很有效的；然而，在对付那些不是武力所能解决问题的挑战时，就显得效果很差，甚至是软弱无力了。那个预期中的世界革命并没有发生，于是苏联的那一套政治体制就僵化了。确实，它是僵化了，当其遭到内部困难的威胁时，诸如民众的冷漠，消极怠工等等，它都无能为力。民众的冷漠和消极怠工，致使经济不断下降，而军事力量亦随之低落。这些困难，只有政府放松其管制才能得以解决。

### 暴力机构
列宁给 “无产阶级专政” 所下的定义。他说：“无产阶级专政的权力是一种不受任何约束的权力，不受法律条文的约束，绝对不受任何规章制度的束缚，它完全是以暴力为基础的。”
第一，共产主义的主要目标是要做到人人平等，但为了强迫达成这种平等，又必须建立起一套享有种种特权的暴力机构，这就使平等之旨荡然无存。第二，无论何时何地，那种忠于本族、忠于本土的情谊，当其与阶级属性发生冲突时，总是会战而胜之的。那种忠于本族、忠于本土的情谊，会把共产主义和民族主义混合在一起，这就是为什么共产主义容易和“法西斯主义”打成一片的缘故。

### 官僚体制
在共产主义统治下的国家，官僚机构总是飞速增长的。其所以如此，原因也很简单：因为国家把包括经济在内的国民生活各部门都拿了过来，它需要有一套庞大的官僚机构来管理这些事。共产主义国家中衍生出来的那一套官僚机构，也造成经济上的种种失败。这些失败，或者是促使共产主义国家垮台，或者是迫使它们不得不放弃共产主义的一切内容，只保留一个共产主义的空名。把那些生产资料收归国有，就是要把那些生产资料的管理权交到那些官僚手里去。而那些官僚，却既没有能力也没有什么物质刺激足以使他们能有效地去经营那些生产资料。于是，必不可免的结果就是生产不断下降。再者，那种集中管理所带来的墨守成规的刻板性，使共产主义经济很难受到技术革新之赐。这就说明为什么苏联虽然有高水平的科技，却错过了某些当代最重要的科技发明所带来的变革。
共产主义国家曾不时采取一些措施，想来消除官僚体制对国家和社会所造成的不良影响。列宁和斯大林是用清洗的办法，而在斯大林统治时期，这种清洗就演变为大规模的屠杀。毛泽东则是发动“文化大革命”，想以此来摧毁那盘根错节的党领导干部的特权。这些措施，没有一项是成功的。到最后，还是那些高级干部胜利了，因为缺了他们，政府就寸步难行，什么事也办不成了。

### 出遊自由

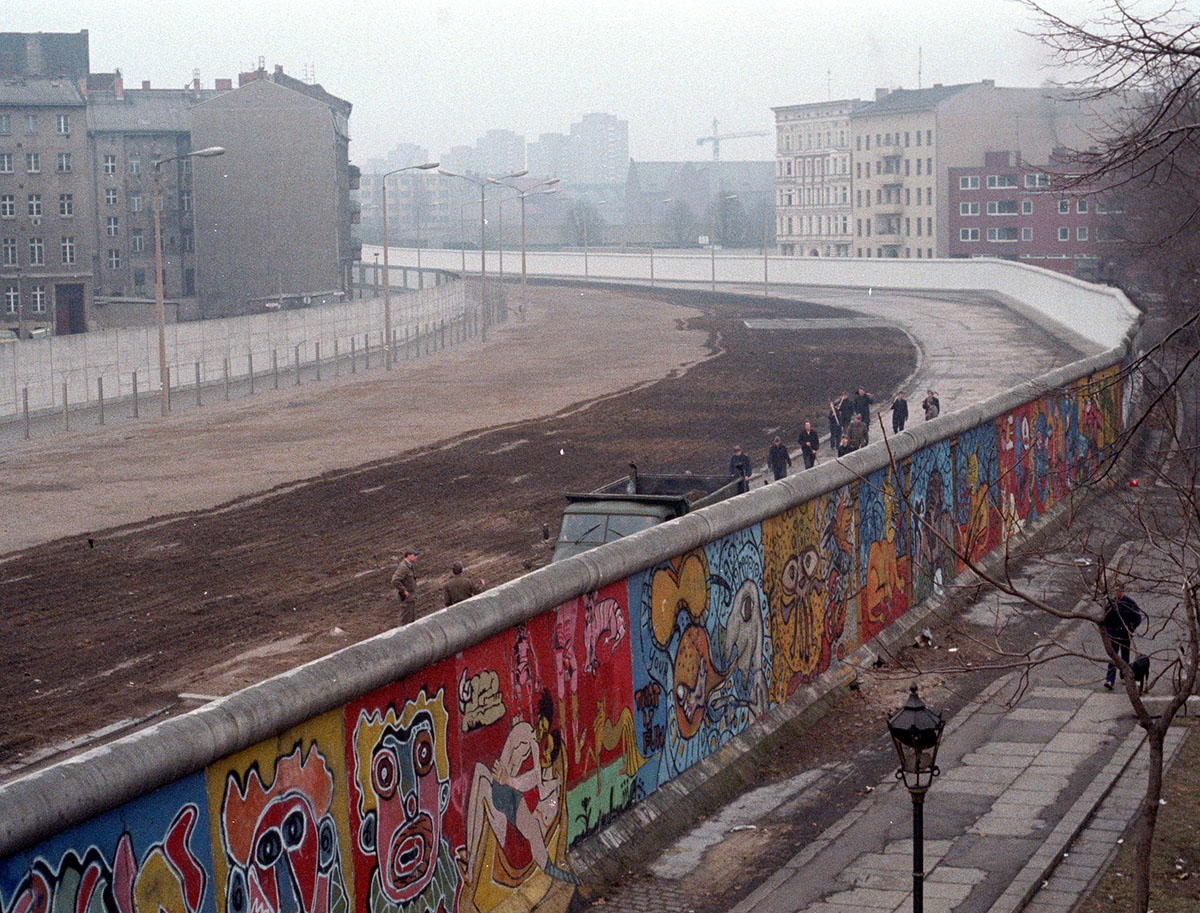
柏林墙于1961年建成以阻止从东柏林到西柏林的移民。在建设的最后阶段，栅栏与混凝土墙之间的“死亡地带”让卫兵清晰地射击从东柏林逃跑的人。

在共产党统治时期的文学作品中，许多反共人士声称共产主义政权倾向于严厉限制出入境自由。他们分析这些约束是为了阻止大规模移民，那会造成对他们统治的不满的广泛传播。
二战后，在1950至1961年间，有2.75万东德人陆陆续续移民到西德。在1956年匈牙利革命时，匈牙利与奥地利之间的边境短暂开放，有大约200,000匈牙利人移居民奥地利。从1948至1953年朝鲜战争结束后的移民受到压制之前，有成千上万的北朝鲜人移民到了南韩。在1950年代至改革开放前，大量人员逃亡至英属香港（即“逃港”），以躲避中国大陆的贫穷、饥荒、无休止的政治运动，其中尤以广东省边境地区最为夸张。1962年，中国大陆曾短暂开放香港边境，饥荒难民得以前往香港避难。
在古巴，50,000古巴中产阶级在古巴革命和古巴-美国关系中断以后于1959和1961年间离开。随后是古巴政府在1960年代末和1970年代的一段时间镇压措施，古巴允许不愿意的公民集体出境，这项政策导致了1980年的马列尔事件。在1990年代，被称作Special Period的经济危机与美国加紧禁运相结合导致借助救生筏（木筏、轮胎、临时船只）离开该岛的激烈的尝试。许多古巴人仍在试图移民到美国。根据一些估计，总共超过1百万人离开古巴，约占人口的10%。在1971到1998年之间，547,000名古巴人移民到美国，同时还有700,000名多米尼加人，335,000名海地人和485,000名牙买加人。自1966年起，移民到美国被只适用于古巴人的美国法律1966年古巴调整法案控制。一项裁定允许任何古巴国民不论以何种方式进入美国，只要进入美国一年就可以申请一张绿卡。哈瓦那在很长时间内反驳称这项政策鼓励了非法出境，有意忽略并轻视了对难民的威胁生命的困难。
越战中北部共产主义者获胜以后，2百多万人在1970年代至1980年代期间从越南南部逃往其他国家（参见越南船民）。还有一大批难民来自柬埔寨和老挝。
中华人民共和国在毛泽东时期晚期最为封闭，此时合法出入境都十分困难。在1958年-1978年这20年间，上海市仅仅颁发5000本护照，而在1968年，更只颁发了5本护照。
共产党统治的国家对移民的限制广为流传。在西方，柏林墙的出现被视为这种限制的象征。在柏林墙存在的时候，6000人在试图从东德非法移民时遭遇不测并为此被投入监狱；大约5000人逃往西柏林时失败；还有239人试图翻墙时被枪毙。朝鲜目前严格限制移民。
阿尔巴尼亚和朝鲜或许实施了最严厉的移民限制。在其他共产主义政权下，合法移民总是可以的，即便试图移民往往很难实现以至于会为了移民冒着生命的危险。这些国家中的一部分1960年代前期大幅放宽移民的法律限制。数万苏联公民在1970年代享受合法移民的权利。

#### 其他阐释
在1980年代冷战再度紧张的时期，美国社会学家艾伯特·席曼斯基指出在苏联人权领域的水平，诸如移民、公民自由、公民权利和经济权利，以及对女性和少数民族的待遇并没有像西方对冷战的说明所宣扬的那么差。席曼斯基挑战了强调共产主义统治和国家移民的高水平之间的关系的解释，提出了解释人类迁徙模式的其他因素。席曼斯基指出在许多社会所实行的移民限制已经在19世纪晚期的资本主义发展中形成。法国、西班牙和葡萄牙都限制公民到他们自己殖民地的旅行。许多德意志邦国在18世纪前期只许移民到东部的斯拉夫人地区，而且他们当中的大多数从18世纪到19世纪中期禁止彼此间的移民。奥地利邦国在1850年代前不允许平民迁移到帝国边境之外。虽然许多欧洲国家在20世纪初期主要由于他们的人口剧增放松或者完全解除了移民限制，但仍有一些限制。罗马尼亚、塞尔维亚和沙俄就要求他们的公民申请官方的移民许可直至一战。战争期间，所有欧洲国家再次实施严格的移民限制，不管是临时的还是永久的。然而，在冷战时期，许多美国人认为这些对移民的限制侵犯人权，并且美国没有实行这类的限制。
席曼斯基得出结论称共产主义政权对移民强加的限制比在过去的资本主义社会的国家限制更为激烈。比如，在波兰，共产主义政权曾维持着旧政权统治下的自1936年来相同的移民法律。不过，东德、古巴、越南和朝鲜在共产主义统治之下加强了对移民的控制。他们官方的解释宣称他们的社会为了战后重建和经济发展需要尽可能多的劳动力。第三世界的共产主义领导人不否认西方国家达到更高的生活水平，但他们指出他们正在追赶的进程中；这种说法在西方一直受到怀疑，特别是在像朝鲜那样没有采取市场改革的国家。

### 国际政治与国际关系

#### 帝国主义
作为一种意识形态，马列主义强调以武力反抗帝国主义。弗拉基米尔·列宁认为帝国主义是“资本主义的最高阶段”，并且在1917年，发布了对俄国少数民族无条件自决和分离的权利的空的声明。之后，在冷战期间，共产主义国家通过给予军事支援和在某些情况下直接支持共产主义运动以进行控制（尤其是在亚洲和非洲）行帝国主义之实。
西方批评家指责苏联和中华人民共和国本身也在施行帝国主义，同样共产主义者谴责西方帝国主义的虚伪。过去对莫斯科的攻击和恢复国家的控制是在沙俄帝国统治下，但俄国内战后迅速独立的国家（包括亚美尼亚、喬治亞和亞塞拜然）被指为苏维埃帝国主义的翻版。同样，史達林在二战中强行将波罗的海国家置于莫斯科的控制之下也被指为苏维埃帝国主义。西方批评家指责史達林二战后在东欧建立卫星国。西方批评家还指责苏军参与1956年匈牙利革命、布拉格之春和阿富汗战争以入侵压制人民起义。毛主义者批评苏联在表面上维护社会主义的同时已经成为帝国主义强权（社会帝国主义）。中国对清朝疆界的领土的集中控制的再主张，特别是在西藏，被一些人指责为帝国主义。

#### 二战
据理查德·派普斯的研究，苏联对二战爆发也负有一定责任。派普斯认为阿道夫·希特勒和贝尼托·墨索里尼都以苏联作为实现他们的政治体制的范本，而且希特勒私下认为史達林是个“天才”。派普斯的研究认为，史達林私下希望另一场世界大战能削弱他的外国敌人并让他在国际上实现苏联的权威。在希特勒夺权之前，史達林就允许测试并生产被凡尔赛条约禁止的德国武器，以在苏联境内装备。史達林还被指在希特勒于1933年掌权之前削弱德国纳粹的反对党。比如，在德国1932年选举期间，他禁止德国共产党与社會民主主義者建立联系。这些政党获得了比希特勒和后来被猜测组织他成为总理的人更多的选票。

#### 支持恐怖主义
一些共产主义统治下的国家被指直接支持恐怖主义组织，如人阵、红军派和日本赤军。朝鲜也主动发起恐怖主义行动，如大韩航空858号班机空难。

### 强迫劳动和驱逐
许多共产主义国家还通过强制劳动作为一定时期的法律惩处的方式，而且，对这些政策的批评还指出这些人被判进诸如古拉格那样的强制劳动营许多都是出于政治原因而不是因为犯罪。一些古拉格营地设在诸如西伯利亚等地的十分恶劣的环境下，造成了大量犯人在刑满释放前死亡。古拉格于1960年被官方撤销，尽管它们事实上仍然运营一段时间。
有许多死亡还是因为把整个族群驱逐引起的。许多二战的战俘没有在战后被释放而是死于古拉格。许多德国平民死于苏军暴行（参见東普魯士撤退）和对德国因为战争失去的领土的种族清洗（参见第二次世界大战战后对德意志人的驱逐）。

### 生命威胁
一些学者如斯特凡·库尔图瓦、斯蒂芬·罗斯非尔德（在《Red Holocaust》）、Banjamin Valentino和鲁道夫·拉梅尔指出，共产主义政权造成了成千上万人的死亡。这些死者大多集中受难于史達林和毛泽东统治的时期。所以，在蘇聯共產黨和中國共產黨统治下的这些特殊时期也受到了《共产主义黑皮书》的关注，即使其他共产党的统治也发生了大量的人口死亡，尤其是红色高棉统治下的柬埔寨，这在历史上造成了比其他地区更多的人口死亡。
对这些地方人口死亡数量的估算有两大类：
1. 受各种死刑的判决而被处决的人，或者死在监狱中的人。
2. 没有直接因为制度原因而死（没在上述问题中被处决或死在监狱中），但死于共产党统治政策的间接因素。库尔图瓦和其他学者指出多数共产主义的受难者属于这一类，他们常常受到相当大的争议。（如死于农业合作化而导致的饥荒和营养不良、在政治运动中被私下迫害至死或自杀、作战时的死伤等）

在多数共产主义国家，死刑是律处罚形式中最常用的，仅有少数例外（比如，苏联在1947至1950年间正式废除死刑，尽管这并没有遏制处决和灭绝种族的行为）。批评家指出许多共产主义当局下已被判刑的囚犯并没有犯罪，但是持不同政见。史達林在1930年代末的大清洗（约在1936-38年间）提供了对这一假设最为突出的例证。
考虑到这些死亡不是直接因为政权或政党的权威所致，《共产主义黑皮书》指出把饥饿和战争作为间接造成问题的原因是因为他们认为共产主义的统治应为此负责。1932-34年的苏联大饥荒和大跃进饥荒在这些人的观点中，常常描绘成人为的饥荒。这两大事件据库尔图瓦的估计分别造成大部分共产主义受难者的死亡。库尔图瓦还责备海尔·马里亚姆·门格斯图在衣索比亞的统治通过给人施加不合情理的政治和经济负担加重了1984-1985年的饥荒。

#### 估计
《共产主义黑皮书》的作者、鲁道夫·拉梅尔、诺曼·戴维斯和其他人试图负责任的估计一些国家在共产主义统治下的特定时期死亡的人口总数，或者在所有共产主义统治下的国家。这个问题因为缺少坚实的数据和其中固有的有偏见的估计而复杂化。
1939年死于约瑟夫·史達林统治下的苏联的人数被G. Ponton估计有350到800万，V. V. Tsaplin估计有660万，而且Alec Nove估计有100到110万.约瑟夫·史達林逝世的1953年死于他统治下的人数被斯蒂芬·罗斯非尔德估计有1300到2000万，《共产主义黑皮书》估计有2000万，亚历山大·雅科夫列夫估计有2000到2500万，鲁道夫·拉梅尔估计有4300万，而诺曼·戴维斯估计有5000万。
Wang Weizhi估计中华人民共和国在毛泽东统治下造成了1950万人的死亡，John Heidenrich估计有2700万，Kurt Glaser和Stephan Possony估计在3800到6700万之间，Robert L. Walker估计在3200到5900万之间，斯蒂芬·罗斯非尔德估计在5000万以上，《共产主义黑皮书》估计在6500万，《毛泽东：鲜为人知的故事》估计超过7000万，而鲁道夫·拉梅尔估计有7700万。
《共產主義黑皮書》的作者还估计在其他国家的共产主义统治之下有930万人被害：200万在朝鲜、200万在柬埔寨、170万在非洲、150万在阿富汗、100万在越南、100万在东欧，还有150,000在拉美。鲁道夫·拉梅尔估计有170万人被越南政府杀害，160万在朝鲜（不包括1990年代的饥荒），200万在柬埔寨，另有250万在波兰和南斯拉夫。Valentino估计有100到200万人在柬埔寨被杀，50,000到100,000人在保加利亚，80,000到100,000在罗马尼亚，60,000到300,000在东德，400,000到1,500,000在朝鲜，还有80,000到200,000在北越和南越。
在作者Wiezhi、Heidenrich、Glaser、Possony、Ponton、Tsaplin和Nove中，史達林的苏联和毛泽东的中国被估算总共造成2300万到1.09亿人的死亡。
《共產主義黑皮書》称大约9400万人死于所有共产主义政权的统治下，同时拉梅尔相信约有1.447亿人死在六大共产主义政权下。Benjamin Valentino宣称2100万到7000万人的死亡归咎于苏联的共产主义统治，中华人民共和国和民主柬埔寨则另计其数。
Jasper Becker，《Hungry Ghosts》的作者，宣称如果把中国、苏联、柬埔寨、朝鲜、衣索比亞、和莫桑比克的共产主义统治造成的饥荒的死亡人数加在一起，人数能达到9000万。
这些数据是由知名的学术研究取得的三个共产主义牺牲者人数的最高的估计。然而，包括由Wiezhi、Heidenrich、Glasser、Possony、Ponton、Tsaplin和Nove研究的总数并没有算进史達林和毛泽东统治的其他时期的数据，那些时期也可能存在类似的情况，要是包含了其他共产主义政权，总数会更高。
2006年1月25日，一份决议谴责共产主义政权的罪行，欧洲委员会引用了《共产主义黑皮书》作者的9400万人死亡的总数。
对共产主义政权的牺牲者估计的人数的差异有如下解释：
- 首先，所有这些人数是从未完成的数据中估算出来的。研究者经常要推理分析可靠的信息以完成他们所计的总数。
- 其次，不同的研究者研究的一个政权杀害人的意义是不同的。根据上文，绝大多数共产政权牺牲者不是直接被政府处决，但间接死于国家政策的后果。共产主义政权是否应该为这些人的死亡承担责任，以及如果为之负责，该达到怎样的程度的问题上没有达成共识。较低的估计可能仅仅计算了被处死及死于劳改营的人数以作为共产主义政权杀害性命的实例，同时较高的估计可能是基于所有对共产主义政权对造成饥荒和战争的责任的争议。
- 一些作者对史達林和毛泽东的统治作了特殊的区别，二人都被认为对造成重度反人类罪的最为广泛的模式担负责任，但没包括在他们统治之后丧生的人数的统计。
- 另一个原因是写作时所参考的可靠来源。很多近期的研究者接触了许多苏联和东欧共产主义统治时期的官方档案。然而，在俄罗斯很多史達林逝世后的时期的政府档案仍被封存。[45]
- 最后，这是一个充满高度政治性的领域，几乎所有研究者在某些时候被指责有后共产主义或者反共主义的偏见。

### 经济政策
共产党统治的支持者和批评者都对共产党统治的国家和非共产党统治的国家的经济发展做了比较，意图表明自己的经济体制确实胜过其他国家。所有这些比较都容易受到挑战，在相关国家的可比性和用于比较的数据上面。没有两个国家是一样的，这使得后来对经济发展的比较变得困难；西欧在冷战前就比东欧更发达且工业化；二战对一些国家经济的破坏比其他国家更为严重；东德有大量的工业设施被拆除并运到苏联以用于战后重建。
苏维埃式计划经济的拥护者宣称这一体系确实产生了巨大的成就，包括苏联的快速工业化，尤其是在1930年代期间。苏维埃式计划经济的批评者回应称新的研究显示苏联的统计有一部分是伪造的，特别是显示斯大林时期增长率特别高的数据。1950年代和1960年代的增长给人印象深刻，一些估计比1930年代的还高，但后来下跌并且根据一些估计在1980年代末为负值。在集体化之前，俄国曾经是“欧洲粮仓”。后来，苏联沦为粮食的纯进口国，不能生产足够的粮食以供养本国人口。
在蘇聯，有一種名爲小白樺商店的商店，這種商店只允許上層人物進入，而不對普通民眾開放。而其內部的商品不僅質量高，而且價格低廉。這種商店受到了人們的批評。
中国和越南在1970年代末至1980年代实施市场改革后得到了更高的经济增长率（参见中国特色社会主义）；经济增长率的提高伴随着进一步的贫困。
共产主义国家在面对因冷战分裂的国家的时候没有作顺当地对照：朝鲜和韩国，以及西德与东德。东德生产率相对于西德生产率约有1936年的90%及1954年的60-65%。而相对于西欧，东德的生产率在1950年下降了67%直至1990年统一时的50%。所有东欧国家的国民经济的生产率远低于西欧的平均水平。
不过，一些共产主义统治下具有社会主义经济的国家一向保持着比拥有资本主义经济的西方工业国家更高的经济增长率。从1928年到1985年，苏联经济以10的速率增长，而且人均GNP增长了五倍多。起初苏联经济有美国经济的大约25%。到了1955年，上升到40%。到1965年达到当时美国经济的50%，并且在1977超过了60%的关口。冷战前期，多数经济学者对苏联经济赶超美国的问题上询问的是“何时”而不是“如果”。从1970年代起，直到1980年代，苏联和整个社会主义阵营的增长率放缓。这一低迷的原因仍然是经济学家当中争论的问题，但是一种假说认为社会主义计划经济达到了他们所追求的粗放式增长模式的极限，并且这种低迷至少一部分是拒绝或者不能向集约发展转变造成的。进一步来说，这可以论证像俄国等国家的经济在社会主义革命之前处在工业化之前，高经济增长率则归结于工业化。同样，经济增长的结构可以跟任何经济体制产生的赢家和输家联系起来，反共主义者指出共产主义统治下的高增长率可以跟特别强烈的苦难甚至大量农业人口的饥饿联系起来。
|           | Khanin | Bergeson/CIA | TsSu |
| 1928–1980 | 3.3    | 4.3          | 8.8  |
| 1928–1941 | 2.9    | 5.8          | 13.9 |
| 1950年代  | 6.9    | 6.0          | 10.1 |
| 1960年代  | 4.2    | 5.2          | 7.1  |
| 1970年代  | 2.0    | 3.7          | 5.3  |
| 1980–85   | 0.6    | 2.0          | 3.2  |

不像仍处在共产主义统治下的中国和越南缓慢的市场改革，在选择实施所谓经济休克疗法的许多前苏联和东欧国家中央计划的突然终止之后跟随着大萧条。例如，俄罗斯联邦人均GDP在1989至1996年间降低了三分之一。在2003年，这些国家都有了积极的经济增长，并且几乎都得到了比转型前更高GDP/人均值。
一般情况下，对共产主义统治的批评指出社会主义经济在大多数时候仍落后于西方工业化国家的经济发展，同时其他人主张社会主义经济有些时候的经济增长率比许多非社会主义经济更高，所以如果这种经济增长率能保持下去他们最终能赶上西方。一些人完全拒绝所有的比较，注意到共产主义国家一般多以欠发达的经济体建立。

### 社会发展
随着苏联于1920年代末1930年代初启动五年計劃，苏联领导人追求将国家的经济资源集中于重工业和軍事而非消费品上面的经济发展策略。这一策略后来被东欧和第三世界的共产主义领导人不同程度的继承下来。至于许多西方人对共产主义者经济发展策略的批评，西方常见的消费品在苏联的匮乏被视为共产主义是如何造成生活水平降低的典型案例。
对共产主义统治造成生活水平降低的论断与共产主义者的论点所宣扬的苏联和其他共产主义国家社会和文化活动的成就构成了鲜明对比。例如，苏联领导人宣称保证就业、补贴食品和服装、免费医疗、免费保育和免费教育。苏联领导人早先还吹嘘女性平等，特别是在苏联中亚部分的伊斯兰地区。东欧共产主义者常常在和许多发展中国家的对比中吹嘘识字率高。一种名叫东德情结的对苏维埃式统治下的生活的怀念的现象留存在曾在共产主义统治下、现在生活在西方资本主义国家的国民中，特别是原东德国民当中。
然而，共产主义统治对生活水平的影响受到严厉的批评。张戎强调上百万人死于共产主义中国和朝鲜的饥荒。一些研究认定东德人比西德人的寿命更短，由于在营养和医疗服务等因素的差异。根据一些研究者的观点，东德人在统一后生活满意度降低。对苏联统治的批评指出苏联的教育体系充满了政治宣传且质素低下。美国政府的研究者指出苏联实际上对医疗的投入比西方国家更少，并注意到苏联医疗的质量在1970年代和1980年代恶化。另外，苏联用以提供足够保护的养老金和福利计划的失败被西方所注意。
1965年后，在苏联和东欧，预期寿命开始停滞甚至降低，特别是男性的寿命，而在西欧则是持续增长。这一差异在欧洲持续了三十多年，导致了双方在1990年代中期的深刻差距。多数前苏联国家在改革为市场经济之后预期寿命显著下降，但现在在波罗的海国家开始增长。在一些东欧国家预期寿命在共产主义者倒台后开始显著提高。以前男性的持续减少在一些东欧国家出现过一段时间，像开始增长之前的罗马尼亚。
在《The Politics of Bad Faith》一书中大卫·霍洛维兹描绘了苏联可怕的生活水平的图景。霍洛维兹称在1980年代定量分配肉和糖在苏联很普遍。霍洛维兹引用研究表明苏联公民的紅肉平均摄入量是沙皇统治时期的1913年的一半，南非種族隔離之下的黑人人均拥有汽车的数量更多，而且在美国拥有福利的母亲一个月平均得到的收入多于苏联工人一年平均的收入。苏联唯一处于优势的消费领域按照霍洛维兹的说法是烈酒的摄入。霍洛维兹还指出三分之二的家庭没有热水，而且三分之一始终没有自来水。霍洛维兹引用官方媒体《消息报》指出有户典型的四口工薪家庭被迫在八乘八英尺单间住了八年，之前得到过更好的住所。在他对苏联住房短缺的探讨中，霍洛维兹称短缺一直非常严重，17%的苏联家庭不得不以物理方式分隔出想要的足够的空间。三分之一的医院没有自来水，而且向医生和护士行贿以获得良好的医疗乃至像毛毯这样的设施在苏联的医院里面不但常见，还是常规。在他对苏联住房短缺的探讨中，霍洛维兹称只有15%的苏联年轻人能受到高等学校的教育，相对于美国的34%。而在今天，许多前共产主义国家的公民称生活水平在冷战之后开始降低，还有大部分被调查的前东德和罗马尼亚的公民说生活比共产主义下更好。

### 艺术、科技政策
对共产党统治的批评常集中在对艺术的审查上面。在苏联方面，这些批评常常针对对社会主义的现实主义的优待。其他批评集中在共产主义体制下的大规模的文化实验。在罗马尼亚，布加勒斯特的历史中心区被拆除，并且整个城市在1977至1989年间做了重新规划。在苏联，数百座教堂在1920年代至1930年代间被毁或者转为世俗用途。在中国，文化大革命追求对所有艺术表现形式施加“无产阶级”的内涵，而且破坏了许多缺乏这类内容的旧体裁。这些政策的拥护者承诺创造一个比旧文化更优越的新文化。不过批评者指出，那些政策意味着对人类文化遗产的无理的破坏。
有部知名著作注意到斯大林时期的苏联作伪图的作用。在《The Commissar Vanishes: The Falsification of Photographs in Stalin's Russia》一书中大卫·金写到：“许多斯大林时期发生的弄虚作假可以告诉我们苏联时期篡改照片的故事。”在斯大林统治下，历史文献往往是修正与伪造的对象，意图改变公众对某些重要的人物和事件的认知。例如，列夫·托洛茨基在俄国革命和内战作发挥的关键作用在托洛茨基成为反对斯大林统治的共产主义派别的领袖之后在官方的历史记录中被彻底抹去。
苏联对“硬科学”的重视受到了批评。仅有极少数诺贝尔奖得主来自共产主义国家。
苏联对科学的研究更多是由政府主导而非科学上的因素。李森科主义和雅弗理论在短暂的时期里分别在生物学和语言学有所提升，即便是没有科学价值。对遗传学的研究受到限制，因为纳粹利用的优生学的利用促使苏联把遗传学打成“法西斯科学”。研究方面还压制控制论、心理学和精神病学，甚至还有生物化学。（参见苏联政府压抑的科学研究）
苏联的技术在许多方面落后于西方。此外在某些领域像是苏联太空计划和偶尔作为共产主义技术的军事技术因为集中了大量的研究资源而更为先进。根据美国中央情报局，共产主义政权的许多技术包含简单复制在西方可合法购买或者通过大规模的间谍程序获得的产品。有些人甚至说西方通过巴黎统筹委员会严格控制技术输出以及在发现Farewell Dossier之后提供有缺陷的技术给共产主义者的代理人直至共产主义者倒台。

### 环境政策

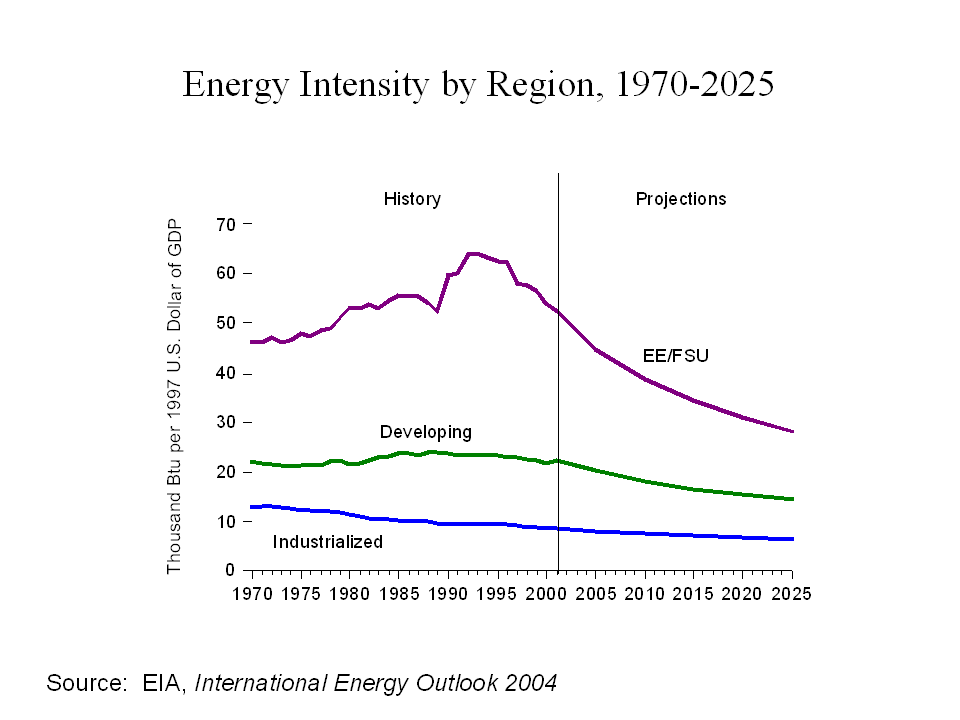
根据美國能源部的统计，共产主义国家产生了更大的能源强度而不是西方国家或者第三世界，至少是在1970年后。能源密集型的发展是存在一定的因素的。苏联是石油输出国，中国输出了大量的煤炭。

其他对共产党统治的批评集中在环境灾害上。一个例子是鹹海的逐渐消失和类似递减的裏海由于灌注河流的分流。另一个例子是黑海、波罗的海和贝加尔湖独特的淡水环境的污染。许多河流受到污染；一些河流，像是波兰的维斯瓦河和奧得河，实际上是生态死亡。在苏联超过70%的地表水被污染。在1988只有30%的污水在苏联得到有效处理。在1988年空气污染的健康标准的建立在苏联103个城市推迟了十次或者更多。空气污染问题在东欧更为严重。造成了肺癌的迅速增加、森林的凋零，以及建筑和文化遗产的破坏。根据官方消息，前苏联全部农业用地的58%受盐碱化、侵蚀、酸化或水浸的侵害。核废料被倒进了日本海、北冰洋和远东的一些地区。据揭漏1992年在莫斯科市区有636个放射性毒物的废品站，还有1,500个在圣彼得堡。此外，根据美国能源部，社会主义经济保持了高水平的能源强度而不是西方国家或者第三世界。这一分析是由经济事务学会确认的：根据IEA的Mikhail Bernstam，东方集团的经济有西方经济两三倍高的能源强度。一些人看上述环境恶化的事例与在19世纪发生在西方资本主义国家高度推进工业化的时期的情况很相似。其他人声称共产主义的统治造成了比平均值更高的破坏，主要是由于缺少任何大众或政治的压力以研究环境友好型技术。
一些生态问题在苏联解体以后持续不断，而且在今天仍是重要问题，这使得原共产党统治的支持者谴责对方持双重标准。然而，其他环境问题在经历过共产主义统治的国家有所改观。一些研究者指出一部分环境的改善大多是因为1990年代严重的经济衰退造成许多工厂倒闭。

## 左翼的批评
共产主义政权和当地的共产主义者以宣称建立在马列主义的政党为基础，这种意识形态并没有被所有马克思主义者和左翼人士支持。许多共产主义者不接受许多20世纪共产党统治下的行为。
在付诸行动之前反对布尔什维克计划的左翼人士包括马克思修正主义者，如爱德华·伯恩施坦，他否认革命的重要性。无政府主义者（在第一国际中与马克思和他的追随者分道扬镳的人）、多数俄国社会革命党员，还有信仰马克思主义的孟什维克支持推翻沙皇，但强烈反对列宁和布尔什维克夺取政权。
左翼人士对共产主义统治的批评持续到苏维埃政权的建立。无政府主义者内斯托尔·马赫诺在俄国内战期间发动起义反对布尔什维克，而且俄国社会革命党员范妮·卡普兰曾试图刺杀列宁。伯特兰·罗素于1920年访问俄国，认为布尔什维克聪明，但是无能且没有计划。埃玛·戈尔德曼在她关于十月革命后的苏联的著作《我对俄罗斯的幻灭》和《我对俄罗斯进一步的幻灭》中谴责对喀琅施塔得起义的镇压是“大屠杀”。最终，左翼俄国社会革命党也与布尔什维克决裂。

### 反修正主义者的批评
反修正主义者（包括斯大林主义者、霍查主义者和毛主义者）批评共产主义国家的统治是修正主义统治下的国家资本主义政权。尽管各个时期和国家对国家资本主义或者修正主义的定义随着不同的意识形态和党派而变化，但他们都相信苏联在斯大林时期是社会主义的。毛主义者认为中华人民共和国在毛泽东逝世后变成国家资本主义。霍查主义相信中华人民共和国始终是国家资本主义，而且支持社会主义阿尔巴尼亚作为唯一社会主义国家是在斯大林统治苏联之后。

### 左翼共产主义者的批评
左翼共产主义者声称那些“共产主义”、“社会主义”国家或者“人民的国家”实际上是国家资本主义而不配叫“社会主义”。一些早期批评列宁主义的人士有德国、荷兰的左翼共产主义者，包括赫尔曼·高特、安东尼·潘涅库克和保罗·马蒂克。尽管许多左翼共产主义者经历了十月革命，他们分析认为经过喀琅施塔得起义，革命因为多种历史因素的影响而堕落。羅莎·盧森堡是另一位反对弗拉基米尔·列宁的组织方式的共产主义者，即使这种方式建立起了苏联。
阿马迪奥·博尔迪加写了有关苏联成为资本主义社会的关系。 博尔迪加的有关苏联经济的资本主义性质的作品，与那些托洛茨基主义者所创造的形成了鲜明的对比，还集中在农业部门。在他是工程师的时候，博尔迪加展现出一种能让他同时看到的令人烦恼的和有效的东西的不同的理论强度。他想展示资本主义社会关系在苏联农业集体化和在國營農場之间怎样存在的，一个是合作农场而另一个是国营的雇佣劳动力的农场。他强调农业生产有多么依赖细微的私有情结（他写于1950年）并很准确的预料了在俄国从1880年代到1914年大量出口之后苏联将要开始进口小麦。在博尔迪加的观念中，斯大林和后来的毛泽东、胡志明、切·格瓦拉等人在19世纪的观念中是“伟大的浪漫主义革命者”，也就是资产阶级革命派。他觉得1945年后出现的斯大林主义信仰不过是扩展了资产阶级的革命，也就是说，普鲁士容克阶级被红军通过他们的农业政策和生产力发展所接收。

### 托洛茨基主义者的批评
在列夫·托洛茨基与斯大林分裂后，托洛茨基主义者指出斯大林把苏联变成官僚主义的压抑的一党制国家，而且后来的共产主义国家都因为照搬了斯大林主义而走上了这样的路。托洛茨基主义者用各种术语来形容这些国家，如“堕落的工人国家”和“畸形的工人国家”、“国家资本主义”或者“官僚集体主义”。同时，信仰托洛茨基主义的列宁主义者及另一些完全拒绝列宁主义的马克思主义者的分析指出，作为列宁主义原理的民主集中制是苏联背离共产主义的根源。毛主义者认为苏联及其多数卫星国在去斯大林化以后成为“国家资本主义”，其中一些人认为现在的中国也是如此。

## 延伸阅读
- Applebaum, Anne, Gulag: A History, Broadway Books, 2003, 精装本, 720页, ISBN 0-7679-0056-1
- Applebaum, Anne (foreword) and Hollander, Paul (2006) (introduction and editor) From the Gulag to the Killing Fields: Personal Accounts of Political Violence and Repression in Communist States. Intercollegiate Studies Institute. ISBN 1-932236-78-3
- Becker, Jasper (1998) Hungry Ghosts: Mao's Secret Famine. Owl Books. ISBN 0-8050-5668-8.
- 张戎和乔·哈利戴 (2006) 《毛泽东：鲜为人知的故事》. Anchor Books ISBN 0-679-74632-3
- Anton Ciliga, The Russian enigma, Ink-Links, 1979
- Conquest, Robert (1991) The Great Terror: A Reassessment. 牛津大学出版社 ISBN 0-19-507132-8.
- Conquest, Robert (1987) The Harvest of Sorrow: Soviet Collectivization and the Terror-Famine. 牛津大学出版社. ISBN 0-19-505180-7.
- Courtois, Stephane; Werth, Nicolas; Panne, Jean-Louis; Paczkowski, Andrzej; Bartosek, Karel; Margolin, Jean-Louis & Kramer, Mark (1999). 《共产主义黑皮书：罪行、恐怖、镇压》. 哈佛大学出版社. ISBN 0-674-07608-7.
- Dikötter, Frank (2010). Mao's Great Famine: The History of China's Most Devastating Catastrophe, 1958-62. Walker & Company. ISBN 0-8027-7768-6
- Slavenka Drakulic, How We Survived Communism and Even Laughed, W. W. Norton (1992), 精装本, ISBN 0-393-03076-8; 平装本, Harpercollins (1993), ISBN 0-06-097540-7 Women of communist Yugoslavia.
- 欧洲议会2009年4月2日决议，见于 European conscience and totalitarianism （页面存档备份，存于）
- Gellately, Robert (2007) Lenin, Stalin, and Hitler: The Age of Social Catastrophe （页面存档备份，存于）. Knopf. 精装本, ISBN 1-4000-4005-1.
- Hamilton-Merritt, Jane (1999) Tragic Mountains: The Hmong, the Americans, and the Secret Wars for Laos, 1942-1992 印第安纳大学出版社. ISBN 0-253-20756-8.
- Haynes, John Earl & Klehr, Harvey (2003) In Denial: Historians, Communism, & Espionage. Encounter Books. ISBN 1-893554-72-4
- Jackson, Karl D. (1992) Cambodia, 1975–1978 普林斯顿大学出版社 ISBN 0-691-02541-X.
- Johns, Michael (1987), "Seventy Years of Evil: Soviet Crimes from Lenin to Gorbachev" （页面存档备份，存于）, Policy Review, The Heritage Foundation.
- Kakar, M. Hassan (1997) Afghanistan: The Soviet Invasion and the Afghan Response, 1979-1982 加利福尼亚大学出版社. ISBN 0-520-20893-5.
- Karlsson, Klas-Göran; Schoenhals, Michael.  (PDF). Forum for Living History. 2008: 111  [2014-07-02]. ISBN 978-91-977487-2-8. （原始内容 (PDF)存档于2010-08-24）.
- Khlevniuk, Oleg & Kozlov, Vladimir (2004) The History of the Gulag: From Collectivization to the Great Terror (Annals of Communism Series) 耶鲁大学出版社. ISBN 0-300-09284-9.
- Melgounov, Sergey Petrovich (1925) The Red Terror in Russia. London & Toronto: J. M. Dent & Sons Ltd.
- Naimark, Norman M (2010). Stalin's Genocides (Human Rights and Crimes against Humanity). 普林斯顿大学出版社. ISBN 0-691-14784-1
- Natsios, Andrew S. (2002) The Great North Korean Famine. Institute of Peace Press. ISBN 1-929223-33-1.
- Nghia M. Vo (2004) The Bamboo Gulag: Political Imprisonment in Communist Vietnam McFarland & Company ISBN 0-7864-1714-5.
- Pipes, Richard (1995) Russia Under the Bolshevik Regime. Vintage. ISBN 0-679-76184-5.
- Pipes, Richard (2003) Communism: A History. Modern Library Chronicles ISBN 0-8129-6864-6
- Parliamentary Assembly of the Council of Europe (2006) Res. 1481 Need for international condemnation of crimes of totalitarian communist regimes （页面存档备份，存于）
- Rosefielde, Steven. . Routledge. 2009. ISBN 978-0-415-77757-5.
- Rummel, R.J. (1997) Death by Government. （页面存档备份，存于） Transaction Publishers. ISBN 1-56000-927-6.
- Rummel, R.J. (1996) Lethal Politics: Soviet Genocide and Mass Murder Since 1917. （页面存档备份，存于） Transaction Publishers ISBN 1-56000-887-3.
- Rummel, R.J. & Rummel, Rudolph J. (1999) Statistics of Democide: Genocide and Mass Murder Since 1900. Lit Verlag ISBN 3-8258-4010-7.
- Service, Robert (2007) Comrades!: A History of World Communism. 哈佛大学出版社. ISBN 0-674-02530-X
- Todorov, Tzvetan & Zaretsky, Robert (1999) Voices from the Gulag: Life and Death in Communist Bulgaria. 宾夕法尼亚州立大学出版社. ISBN 0-271-01961-1.
- Tzouliadis, Tim (2008) The Forsaken: An American Tragedy in Stalin's Russia. The Penguin Press, 精装本, ISBN 1-59420-168-4
- Volkogonov, Dmitri Antonovich (Author); Shukman, Harold (Editor, Translator) (1998). Autopsy for an Empire: the Seven Leaders Who Built the Soviet Regime. Free Press (精装本, ISBN 0-684-83420-0); (纸面本, ISBN 0-684-87112-2)
- Andrew G. Walder (ed.) Waning of the Communist State: Economic Origins of the Political Decline in China & Hungary (加利福尼亚大学出版社, 1995) hardback. (ISBN 0-520-08851-4)
- Yakovlev, Alexander (2004) A Century of Violence in Soviet Russia. 耶鲁大学出版社. ISBN 0-300-10322-0.
- Zheng Yi (1998) Scarlet Memorial: Tales of Cannibalism in Modern China. Westview Press. ISBN 0-8133-2616-8